# Паламарчук Владислав Вікторович
Владислав Вікторович Паламарчук (нар. 29 серпня 1989, Житомирська область, УРСР) — український футболіст, центральний захисник та півзахисник.

## Життєпис
Народився в Житомирській області, рік по тому разом з батьками переїхав в Шарівку Валківського району Харківської області. Займатися футболом розпочав у 2001 році в місцевій футбольній команді «Магарач», з якою двічі ставав чемпіоном міста, переможцем і призером інших турнірів, учасником міжнародних змагань. У 2005 році продовжив навчання в школі донецького «Шахтаря». Після завершення навчання був заявлений за «Шахтар-3» до другої ліги чемпіонату України. У клубній структурі донеччан закріпитися завадили травми.
Після завершення реабілітації зайнявся пошуком нової команди. Вибирав між «Нафтовиком-Укрнафтою» та ФК «Харковом». Після спілкування з Романом Пецом вирішив стати гравцем харківської команди. У молодіжній першості дебютував 3 серпня 2007 року в грі проти однолітків з львівських «Карпат». Наприкінці наступного сезону став потрапляти в заявку основної команди на матчі Прем'єр-ліги.
Дебют у вищому дивізіоні відбувся 10 травня 2009 року в Донецьку проти «Шахтаря». На 78 хвилині матчу 19-річний Паламарчук вийшов замість Миколи Грінченка на поле РСК «Олімпійський», на якому декілька років тому перед матчами тримав полотно.
Через два тижні, 23 травня, Паламарчук у Дніпропетровську проти «Дніпра» вийшов у стартовому складі, ставши першим в сезоні представником дубля харків'ян, які розпочали матч Прем'єр-ліги з перших хвилин. У матчі відзначився на 39-ій хвилині помилкою, після якої Олексій Бєлік вийшов один на один і пробив воротаря. Пізніше по ходу матчу після розіграшу кутового зумів винести м'яч з лінії порожніх воріт. У наступному матчі - дербі проти «Металіста» - також провів на полі з першої до останньої хвилини.
Наступний сезон 2009/10 років Паламарчук грав з «Харковом» у першій лізі.